# Wintermantel Zsolt
Wintermantel Zsolt (Budapest, 1972. február 26. –) magyar politikus, közlekedésmérnök, közgazdász. 2010-től 2019-ig Budapest IV. kerületének polgármestere.

## Életrajz, civil tevékenység
Wintermantel Kálmán mérnök-közgazdász és Krisztián Edit villamosmérnök gyermekeként született. 2004-ben kötött házasságot, felesége Adrienn. Fia, Kristóf Benjámin 2005-ben, lánya, Zoé Ráchel 2009-ben született.
Az Újpesti Műszaki Középiskolában tanult, a Budapesti Műszaki és Gazdaságtudományi Egyetem Közlekedésmérnöki Karán, valamint Gazdaság- és Társadalomtudományi Karán szerzett diplomát. 1996-ban fél évig a Főpolgármesteri Hivatal közlekedési ügyosztálya tömegközlekedési alosztályának gyakornoka. 1999-2000-ben a Diákbónusz Kht. gazdasági igazgatója. 1998-2003 között a BME ifjúsági szolgáltatásokkal foglalkozó Diákközpontjának igazgatója, 2003-2010 között a Műegyetemi Kiadó ügyvezető igazgatója volt.
Széles körű társadalmi tevékenysége során, 1992-1999 között munkatársa a Drog Stop Egyesületnek, illetve az általa működtetett segély-telefonszolgálatnak, 1994-ben az EMLA Nemzetközi Környezetvédelmi Kutatócsoport tagja, 1995-től 1998-ig a BME Egyetemi Hallgatói Képviseletének tagja, 1996-1998 között elnöke, 1996-1998 között a Műegyetemi Hallgatókért Alapítvány kuratóriumi elnöke, 1995-től 1998-ig a Műegyetemi Ifjúsági Egyesület tagja, 1996-tól alelnöke, majd 1997-1998-ban elnöke és a HÖOK elnökségi tagja, valamint a Gyermek- és Ifjúsági Érdekegyeztető Tanács korosztályi tárgyalócsoportjának elnökségi tagja. 1998-1999-ben a Magyar Rádió Közalapítvány kuratóriumi tagja. 2000-2006 között a Nemzeti Gyermek- és Ifjúsági Közalapítvány kuratóriumának tagja. Jelenleg a Polgári Újpestért Alapítvány kuratóriumi tagja.

## Közéleti szerepvállalások, megbízatások

### Fidesz
1990-ben lépett be a Fideszbe, jelenleg tagja a budapesti választmánynak és az újpesti szervezet elnökségének. Részt vett a Fidelitas megalapításában, korábban két éven keresztül volt a budapesti szervezet elnöke.

### Újpesti Önkormányzat
1994 óta vesz részt az Újpesti Önkormányzat munkájában, először a Városfejlesztési Bizottság külsős tagjaként, majd az Észak-pesti Ingatlan- és Térségfejlesztési ZRt. igazgatósági tagjaként tevékenykedik. 2006-ban egyéni képviselői mandátumot szerzett a képviselő-testületben, a Fidesz frakciójának vezetője, a Városfejlesztési és Környezetvédelmi Bizottság elnöke. A 2010. évi önkormányzati választásokon polgármesterré választották a Fidesz és az Újpestért Egyesület jelöltjeként. A 2014-es magyarországi önkormányzati választáson több mint 50%-ot kapott, így Újpest polgármestere maradt. 2019-ben azonban vereséget szenvedett a momentumos Déri Tibortól. 2024-ben ismét elindult a polgármesteri címért, de újfent vereséget szenvedett, ezúttal Dr. Trippon Norberttől.

### Polgármester-választások
- 2006: 1. Dr. Derce Tamás (Újpestért Egyesület) (51,28%) – 2. Dr. Gergely Zoltán (MSZP, SZDSZ) (30,48%) – 3. Wintermantel Zsolt (Fidesz) (18,24%)
- 2010: 1. Wintermantel Zsolt (Fidesz, Újpestért Egyesület) (47,08%) – 2. Dr. Trippon Norbert (MSZP) (44,12%) – 3. Pajor Tibor (Jobbik) (8,80%)
- 2014: 1. Wintermantel Zsolt (Fidesz, Újpestért Egyesület) (52,49%) – 2. Dr. Trippon Norbert (MSZP) (35,78%) – 3. Pajor Tibor (Jobbik) (5,39%)
- 2019: 1. Déri Tibor (Momentum, DK, MSZP, PM, LMP) (50,50%) – 2. Wintermantel Zsolt (Fidesz-KDNP)  (45,70%) – 3. Pajor Tibor (Mi Hazánk) (2,23%) – 4. Horváth Imre (ÚPK) (1,56%)
- 2024: 1. Dr. Trippon Norbert (DK, Momentum, MSZP, LMP, Jobbik, PM) (46,90%) – 2. Wintermantel Zsolt (Fidesz-KDNP)  (35,12%) – 3. Nagy Dávid (MKKP) (11,74%) – 4. Pajor Tibor (Mi Hazánk) (4,09%) – 5. Mayer Ádám (független) (1,61%) – 5. Oravecz Attila (Nép Pártján) (0,54%)

### Fővárosi Önkormányzat
A 2002-es önkormányzati választáson a Fővárosi Közgyűlés tagjává választották, a Fidesz képviselőcsoportjának helyettes vezetője volt, a Közbeszerzési és a Tulajdonosi Bizottságban tevékenykedett. A 2006-os önkormányzati választáson újra a Közgyűlésbe kerül. A Városüzemeltetési és Környezetgazdálkodási Bizottság alelnökeként tevékenykedik, a városi szolgáltatásokkal, közüzemekkel, parkolással, közösségi közlekedéssel kapcsolatos ügyek felelőse a frakción belül. 2010-ben a választók bizalmából ismét a Közgyűlés tagja maradt, s harmadik képviselői ciklusát kezdhette meg.

### Országgyűlés
1998-ban országgyűlési listás képviselőjelölt. 2002-ben Budapest 6. számú egyéni választókerületében második lett, s a fővárosi listáról sem tudott mandátumot szerezni. A Fidesz sikeres európai parlamenti választása után, 2004-ben lett a Magyar Országgyűlés képviselője egészen a 2006-os választásokig. Képviselői munkája során főleg a budapesti ügyek tartoztak hozzá. A 2010-es országgyűlési választáson Budapest 6-os számú egyéni választókerületében (Rákospalota-Újpesten) szerzett egyéni mandátumot. A Gazdasági és Informatikai Bizottság tagjaként dolgozott. A 2022-es országgyűlési választáson ismét elindult képviselőjelöltként, Budapest 11-es számú egyéni választókerületében (Újpest-Angyalföld), azonban vereséget szenvedett a kerület regnáló képviselőjétől, Varju Lászlótól.

## Érdekességek
A Wintermantel német szó, magyarul télikabátot, téli köpenyt, téli köpönyeget jelent.
A hagyomány szerint a Wintermantel név két dél-német család nevéből alakult ki, a „Winter” és a „Mantel” család tagjainak házasságkötésekor. A Bräunlingeni múzeum munkatársa, Susanne Huber-Wintermantel szerint a név jelentése: „a hegy északi lejtőjén épült udvarház”. (Hasonló jelentéstartalmuk van a Winterhalder, Winterhalter, Wintermandel szavaknak illetve neveknek.)